# 馬爾斯級戰鬥支援艦
馬爾斯級戰鬥支援艦是一款服役於美國海軍的戰鬥支援艦，主要為支援航空母艦戰鬥群的海上補給，運載各類補給物資與彈藥。該艦貨運能力約為7,000噸，設有五個貨艙，並配備可容納兩架UH-46直升機的機庫空間，雖然原先只能搭載及運輸固體物資，直至1990年代初期經過改裝後，才能有限的運輸F-76燃油。馬爾斯級皆於20世紀末期因美軍的全球運補需求降低而退役，並有部分轉至美國軍事海運司令部底下繼續服役直到劉易斯與克拉克級物資補給艦開始建成服役，才陸續退役。

## 發展

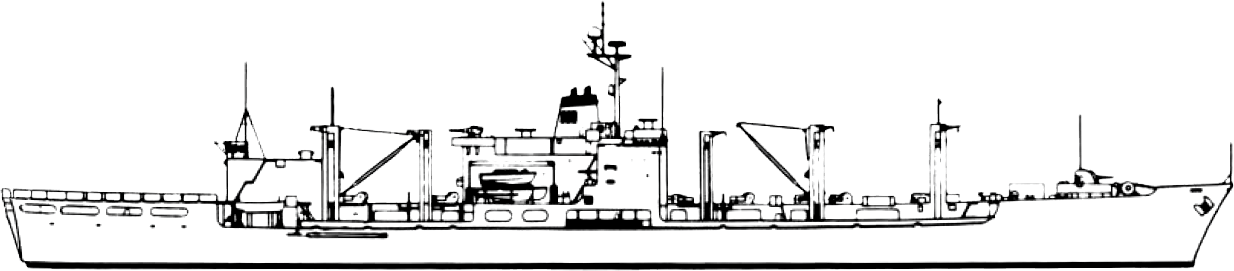
馬爾斯級的線圖

馬爾斯級建於1960年代中期，首批艦艇於1960年代末服役並參與越戰，在越南外海為作戰行動提供後勤支援。在其服役期間，馬爾斯級持續為艦隊提供補給支援，直至1990年代中期。在波斯灣戰爭期間，馬爾斯級曾部署於紅海及波斯灣，並提供作戰期間的物資支援，該部署任務同時也是馬爾斯級最後一次大型部署任務，隨後便於1990年代中期開始陸續退役。退役後部分船況較佳的5艘馬爾斯級轉移至美國軍事海運司令部，並繼續服役一段時間直至劉易斯與克拉克級物資補給艦開始服役。

## 同級艦
| 艦名         | 舷號          | 造船廠           | 下水       | 服役       | 退役       | 結局                                                                                             |
| ------------ | ------------- | ---------------- | ---------- | ---------- | ---------- | ------------------------------------------------------------------------------------------------ |
| 馬爾斯號     | AFS-1/T-AFS-1 | 國家鋼鐵造船公司 | 1963-06-15 | 1963-12-01 | 1993-02-01 | 退役後轉移至美國軍事海運司令部，並持續服役直到1998年2月19日退役，後於2006年7月15日作為靶艦遭擊沈 |
| 西爾萬尼亞號 | AFS-2         | 國家鋼鐵造船公司 | 1963-08-15 | 1964-07-11 | 1994-05-26 | 於2001年7月28日出售拆解                                                                          |
| 尼加拉瀑布號 | AFS–3/T-AFS-3 | 國家鋼鐵造船公司 | 1966-03-26 | 1967-04-29 | 1994-09    | 退役後轉移至美國軍事海運司令部，並持續服役直到2008年9月30日退役，後作為靶艦遭擊沈                |
| 白原號       | AFS-4         | 國家鋼鐵造船公司 | 1966-07-26 | 1968-11-23 | 1995-08-24 | 於2002年7月8日作為靶艦遭擊沈                                                                     |
| 康科德號     | AFS-5/T-AFS-5 | 國家鋼鐵造船公司 | 1966-12-17 | 1968-11-17 | 1992-10-15 | 退役後轉移至美國軍事海運司令部，並持續服役直到2009年8月18日退役，後於2012年7月17日作為靶艦遭擊沈 |
| 聖地牙哥號   | AFS-6/T-AFS-6 | 國家鋼鐵造船公司 | 1968-04-13 | 1969-05-24 | 1993-08-11 | 退役後轉移至美國軍事海運司令部，並持續服役直到1997年12月10日退役，並於2006年4月9日出售拆解       |
| 聖荷西號     | AFS-7/T-AFS-7 | 國家鋼鐵造船公司 | 1969-12-13 | 1970-10-23 | 1993-11-02 | 退役後轉移至美國軍事海運司令部，並持續服役直到2010年1月退役，後於2013年出售拆解                  |

## 圖庫

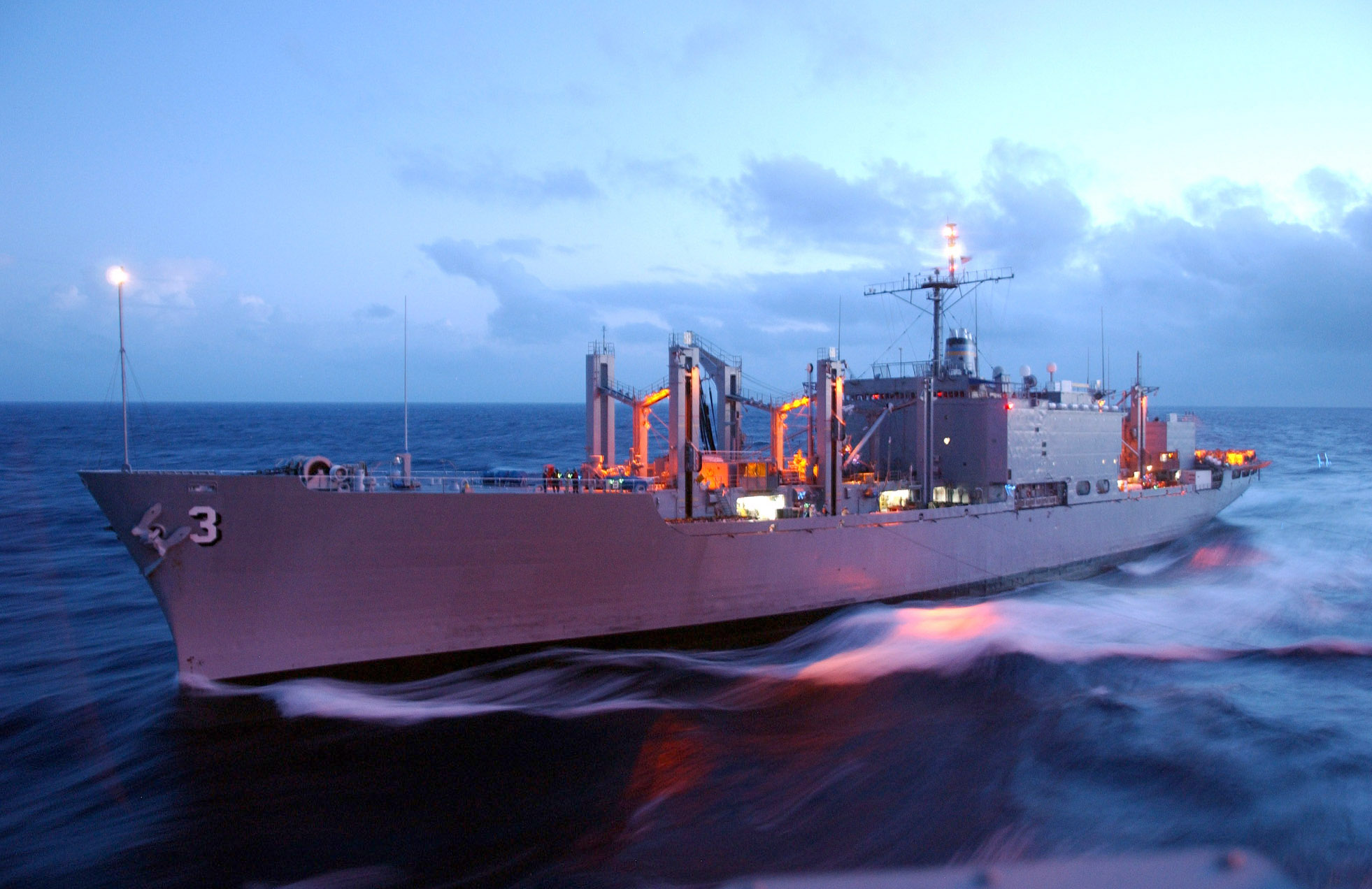
尼加拉瀑布號
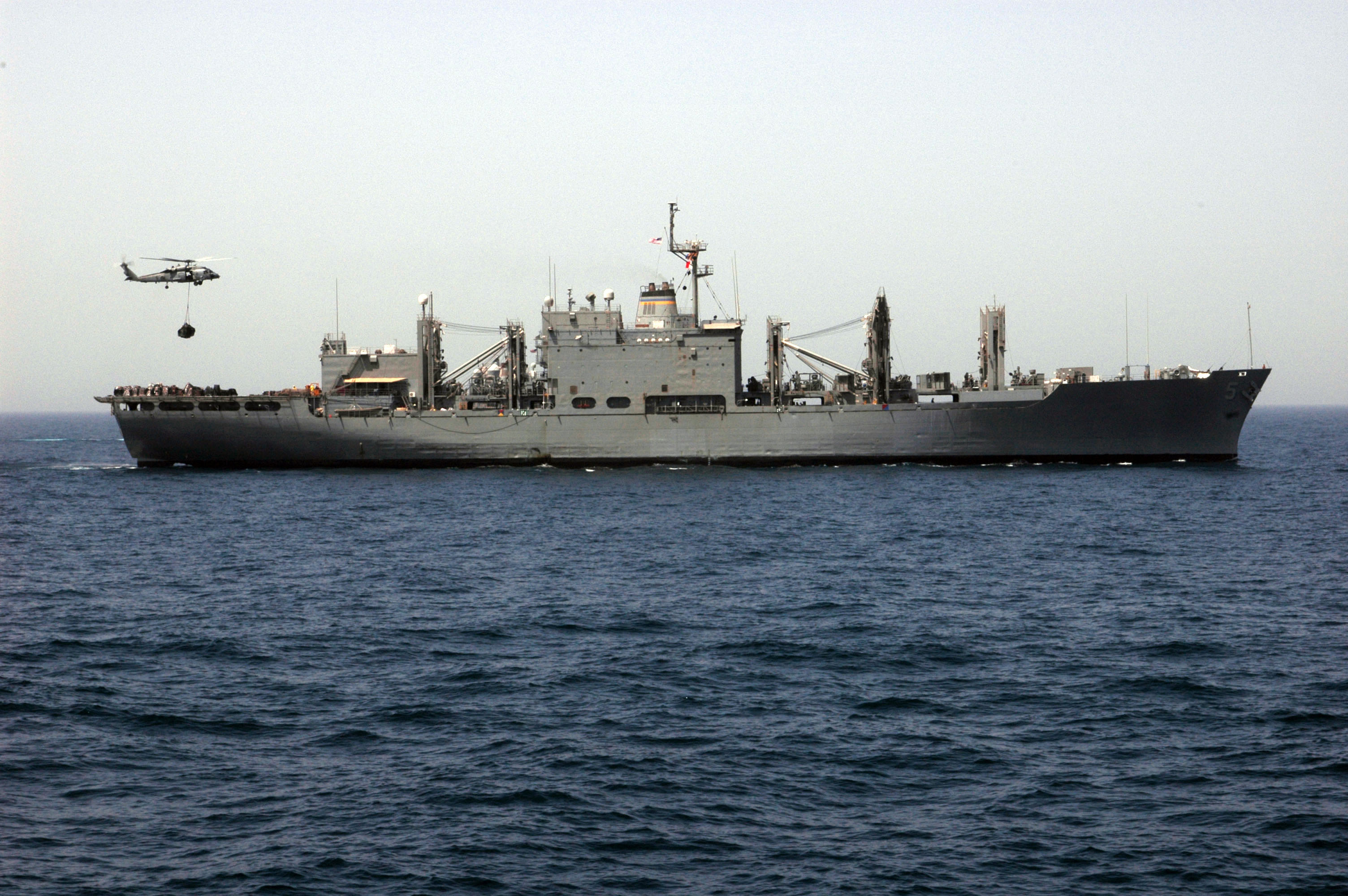
康科德號
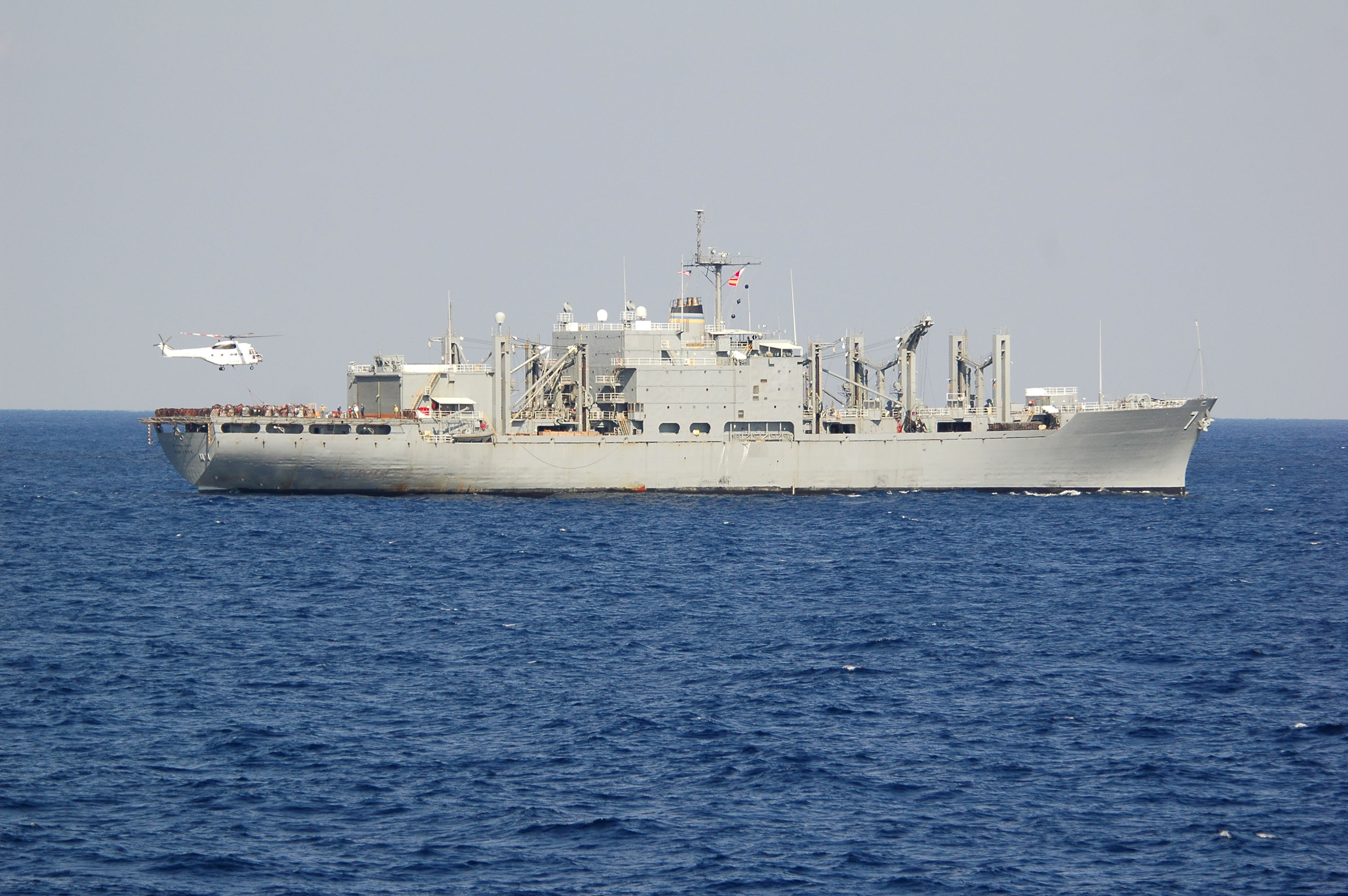
聖荷西號